# Persone di nome Jaroslav
| Questa pagina contiene informazioni ricavate automaticamente dalle voci biografiche con l'ausilio del template Bio e di un bot. L'aggiornamento è periodico e automatico e ricostruisce completamente la pagina. Se manca una persona in questa lista, sei pregato di non aggiungerla, ma accertati piuttosto che la sua voce biografica contenga il template Bio e che i dati anagrafici siano correttamente compilati. Se il template Bio manca, inseriscilo tu stesso o, in alternativa, metti l'avviso {{tmp\|Bio}} che ne segnala la mancanza. Se i dati riportati sono sbagliati, correggi direttamente la voce biografica; le modifiche saranno visibili in questa lista entro pochi giorni. Per chiarimenti vedi il progetto antroponimi. La lista contiene solo le 132 persone che sono citate nell'enciclopedia e per le quali è stato implementato correttamente il template Bio. Pagina aggiornata al 22 lug 2025. |

Questa è una lista di persone presenti nell'enciclopedia che hanno il nome Jaroslav, suddivise per attività principale.

## Allenatori di calcio(7)
- Jaroslav Bezecný, allenatore di calcio cecoslovacco (n. 1886 - † 1962)
- Jaroslav Bohata, allenatore di calcio e calciatore cecoslovacco (Vršovice, n. 1901 - † 1961)
- Jaroslav Hřebík, allenatore di calcio e ex calciatore ceco (Benešov, n. 1948)
- Jaroslav Kentoš, allenatore di calcio e ex calciatore slovacco (Vranov nad Topľou, n. 1974)
- Jaroslav Plašil, allenatore di calcio e ex calciatore ceco (Opočno, n. 1982)
- Jaroslav Šilhavý, allenatore di calcio e ex calciatore ceco (Plzeň, n. 1961)
- Jaroslav Vejvoda, allenatore di calcio e calciatore cecoslovacco (Praga, n. 1920 - Praga, † 1996)

## Allenatori di pallavolo(1)
- Jaroslav Antonov, allenatore di pallavolo e ex pallavolista sovietico (Novosibirsk, n. 1963)

## Allenatori di tennis(2)
- Jaroslav Levinský, allenatore di tennis e ex tennista ceco (Valašské Meziříčí, n. 1981)
- Jaroslav Navrátil, allenatore di tennis e ex tennista cecoslovacco (Přerov, n. 1957)

## Altisti(2)
- Jaroslav Bába, altista ceco (Karviná, n. 1984)
- Jaroslav Rybakov, altista russo (Mahilëŭ, n. 1980)

## Astronomi(1)
- Jaroslav Květoň, astronomo cecoslovacco

## Avvocati(1)
- Jaroslav Krejčí, avvocato e politico cecoslovacco (Křemenec, n. 1892 - Praga, † 1956)

## Biatleti(1)
- Jaroslav Soukup, ex biatleta ceco (Jičín, n. 1982)

## Calciatori(42)
- Jaroslav Barton, ex calciatore cecoslovacco (n. 1947)
- Jaroslav Beláň, ex calciatore slovacco (Bojnice, n. 1981)
- Jaroslav Bendl, calciatore cecoslovacco (n. 1947 - † 2025)
- Jaroslav Borovička, calciatore cecoslovacco (Praga, n. 1931 - † 1992)
- Jaroslav Bouček, calciatore cecoslovacco (Černošice, n. 1912 - Praga, † 1987)
- Jaroslav Burgr, calciatore cecoslovacco (Velké Přítočno, n. 1906 - † 1986)
- Jaroslav Cejp, calciatore cecoslovacco (n. 1924 - † 2002)
- Jaroslav Černý, ex calciatore ceco (Horní Benešov, n. 1979)
- Jaroslav Cháňa, calciatore cecoslovacco (Praga, n. 1899 - † 2000)
- Jaroslav Čížek, calciatore boemo (n. 1887 - † 1924)
- Jaroslav Drobný, ex calciatore ceco (Počátky, n. 1979)
- Jaroslav Gladyšev, calciatore russo (Kirov, n. 2003)
- Jaroslav Godzjur, ex calciatore russo (Ivano-Frankivs'k, n. 1985)
- Jaroslav Hrabal, ex calciatore slovacco (n. 1974)
- Jaroslav Hromadník, calciatore cecoslovacco
- Jaroslav Kolbas, calciatore slovacco (Trebišov, n. 1985)
- Jaroslav Košnar, calciatore cecoslovacco (n. 1930 - † 1985)
- Jaroslav Kraus, calciatore boemo (n. 1912)
- Jaroslav Kučera, calciatore cecoslovacco (Praga, n. 1905 - † 1984)
- Jaroslav Kulich, calciatore boemo (n. 1913 - † 1977)
- Jaroslav Kvasov, calciatore ucraino (Slov"jans'k, n. 1992)
- Jaroslav Kysil', calciatore ucraino (n. 2003)
- Jaroslav Machovec, ex calciatore slovacco (Rakovník, n. 1986)
- Jaroslav Martynjuk, calciatore ucraino (Vinnycja, n. 1989)
- Jaroslav Michajlov, calciatore russo (Pytalovo, n. 2003)
- Jaroslav Mihalík, calciatore slovacco (Spišská Nová Ves, n. 1994)
- Jaroslav Moták, calciatore cecoslovacco (Holešov, n. 1909 - † 1984)
- Jaroslav Navrátil, calciatore ceco (Hustopeče, n. 1992)
- Jaroslav Netolička, ex calciatore cecoslovacco (Opava, n. 1954)
- Jaroslav Olijnyk, ex calciatore ucraino (Donec'k, n. 1991)
- Jaroslav Poláček, calciatore cecoslovacco (Plzeň, n. 1905 - Plzeň, † 1927)
- Jaroslav Pollák, calciatore cecoslovacco (Nižný Medzev, n. 1947 - Košice, † 2020)
- Jaroslav Rakyc'kyj, calciatore ucraino (Peršotravens'k, n. 1989)
- Jaroslav Šifer, calciatore jugoslavo (Zagabria, n. 1895 - Zagabria, † 1982)
- Jaroslav Špindler, calciatore austriaco (n. 1890 - † 1965)
- Jaroslav Srba, calciatore cecoslovacco (Praga, n. 1905)
- Jaroslav Štumpf, calciatore e allenatore di calcio cecoslovacco (n. 1914 - † 1979)
- Jaroslav Timko, ex calciatore slovacco (Valaliky, n. 1965)
- Jaroslav Vlček, calciatore cecoslovacco (Plzeň, n. 1900 - Chicago, † 1967)
- Jaroslav Zelený, calciatore ceco (Hradec Králové, n. 1992)
- Jaroslav Červený, calciatore cecoslovacco (Praga, n. 1895 - † 1950)
- Jaroslav Švach, calciatore ceco (n. 1973 - † 2020)

## Canoisti(1)
- Jaroslav Volf, canoista ceco (Brandýs nad Labem, n. 1979)

## Cantanti(2)
- Jaroslav Jevdokimov, cantante russo (Rivne, n. 1946)
- Yaktak, cantante ucraino (Stara Vyživka, n. 2005)

## Cestisti(9)
- Jaroslav Beránek, cestista cecoslovacco (n. 1950 - † 2008)
- Jaroslav Chocholáč, ex cestista cecoslovacco (n. 1934)
- Jaroslav Kantůrek, ex cestista e allenatore di pallacanestro cecoslovacco (Poděbrady, n. 1953)
- Jaroslav Korolëv, ex cestista russo (Mosca, n. 1987)
- Jaroslav Kovář, ex cestista cecoslovacco (n. 1944)
- Jaroslav Křivý, cestista cecoslovacco (n. 1936 - † 2020)
- Jaroslav Šíp, cestista e allenatore di pallacanestro cecoslovacco (n. 1930 - † 2014)
- Jaroslav Skála, ex cestista cecoslovacco (Plzeň, n. 1954)
- Jaroslav Tetiva, cestista cecoslovacco (Chomutov, n. 1932 - † 2021)

## Chimici(1)
- Jaroslav Heyrovský, chimico cecoslovacco (Praga, n. 1890 - Praga, † 1967)

## Ciclisti su strada(1)
- Jaroslav Popovyč, ex ciclista su strada ucraino (Drohobyč, n. 1980)

## Critici letterari(1)
- Jaroslav Vlček, critico letterario cecoslovacco (Banská Bystrica, n. 1860 - Praga, † 1930)

## Direttori d'orchestra(1)
- Jaroslav Vogel, direttore d'orchestra, compositore e scrittore ceco (Plzeň, n. 1894 - Praga, † 1970)

## Dirigenti sportivi(1)
- Jaroslav Šedivec, dirigente sportivo e ex calciatore ceco (Plzeň, n. 1981)

## Drammaturghi(1)
- Jaroslav Pokorný, drammaturgo e librettista ceco (Praga, n. 1920 - Praga, † 1983)

## Egittologi(1)
- Jaroslav Černý, egittologo ceco (Plzeň, n. 1898 - Oxford, † 1970)

## Fotografi(1)
- Jaroslav Rössler, fotografo ceco (Štoky, n. 1902 - Praga, † 1990)

## Hockeisti su ghiaccio(13)
- Jaroslav Balaštík, ex hockeista su ghiaccio ceco (Uherské Hradiště, n. 1979)
- Jaroslav Bednář, ex hockeista su ghiaccio e dirigente sportivo ceco (Praga, n. 1976)
- Jaroslav Benák, ex hockeista su ghiaccio cecoslovacco (Havlíčkův Brod, n. 1962)
- Jaroslav Brabec, ex hockeista su ghiaccio ceco (n. 1971)
- Jaroslav Halák, hockeista su ghiaccio slovacco (Bratislava, n. 1985)
- Jaroslav Hlinka, hockeista su ghiaccio ceco (Praga, n. 1976)
- Jaroslav Jirkovský, hockeista su ghiaccio e calciatore boemo (Břevnov, n. 1891 - Praga, † 1966)
- Jaroslav Jiřík, hockeista su ghiaccio cecoslovacco (Vojnův Městec, n. 1939 - Brno, † 2011)
- Jaroslav Obšut, hockeista su ghiaccio slovacco (Prešov, n. 1976)
- Jaroslav Pavlů, hockeista su ghiaccio e allenatore di hockey su ghiaccio cecoslovacco (Třebíč, n. 1936 - Třebíč, † 2024)
- Jaroslav Pouzar, ex hockeista su ghiaccio ceco (Čakovec, n. 1952)
- Jaroslav Špaček, ex hockeista su ghiaccio ceco (Rokycany, n. 1974)
- Jaroslav Walter, hockeista su ghiaccio cecoslovacco (Sobědraž, n. 1939 - Bratislava, † 2014)

## Lottatori(1)
- Jaroslav Fil'čakov, lottatore ucraino (n. 1995)

## Matematici(1)
- Jaroslav Nešetřil, matematico ceco (Brno, n. 1946)

## Militari(1)
- Jaroslav Hun'ka, ex militare ucraino (Urman, n. 1925)

## Mountain biker(1)
- Jaroslav Kulhavý, mountain biker e ciclocrossista ceco (Ústí nad Orlicí, n. 1985)

## Nobili(1)
- Jaroslav Mstislavič il Rosso, nobile russo († 1199)

## Organisti(1)
- Jaroslav Tůma, organista ceco (Praga, n. 1956)

## Pallamanisti(2)
- Jaroslav Konečný, pallamanista cecoslovacco (Měnín, n. 1945 - Újezd u Brna, † 2017)
- Jaroslav Volak, pallamanista austriaco (Vienna, n. 1915)

## Pallavolisti(1)
- Jaroslav Podlesnych, pallavolista russo (Pjatigorsk, n. 1994)

## Patologi(1)
- Jaroslav Hlava, patologo ceco (Dolní Kralovice, n. 1855 - Praga, † 1924)

## Pesisti(1)
- Jaroslav Brabec, pesista cecoslovacco (Litoměřice, n. 1949 - † 2018)

## Piloti motociclistici(1)
- Jaroslav Huleš, pilota motociclistico ceco (Písek, n. 1974 - Písek, † 2004)

## Pittori(3)
- Jaroslav Brožek, pittore e insegnante ceco (Kněževes, n. 1923 - † 2019)
- Jaroslav Lukavský, pittore, illustratore e grafico ceco (Praga, n. 1924 - Praga, † 1984)
- Jaroslav Čermák, pittore ceco (Praga, n. 1830 - Parigi, † 1878)

## Poeti(2)
- Jaroslav Kvapil, poeta, drammaturgo e librettista ceco (Chudenice, n. 1868 - Praga, † 1950)
- Jaroslav Seifert, poeta e giornalista ceco (Praga, n. 1901 - Praga, † 1986)

## Politici(2)
- Jaroslav Bořita z Martinic, politico ceco (n. 1582 - † 1649)
- Jaroslav Stec'ko, politico ucraino (Tarnopol, n. 1912 - Monaco di Baviera, † 1986)

## Principi(5)
- Jaroslav II Izjaslavič, principe russo
- Jaroslav I di Kiev, principe (Kiev, n. 978 - Vyšhorod, † 1054)
- Jaroslav II di Vladimir, principe (Pereslavl'-Zalesskij, n. 1191 - Karakorum, † 1246)
- Jaroslav III di Vladimir, principe russo (n. 1230 - † 1272)
- Jaroslav Osmomysl, principe (Halyč, † 1187)

## Produttori discografici(1)
- Jaro Slávik, produttore discografico e sceneggiatore slovacco (Bratislava, n. 1974)

## Registi(2)
- Jaroslav Balík, regista e sceneggiatore cecoslovacco (Praga, n. 1924 - Praga, † 1996)
- Jaroslav Dudek, regista cecoslovacco (Trutnov, n. 1932 - Praga, † 2000)

## Saltatori con gli sci(1)
- Jaroslav Sakala, saltatore con gli sci ceco (Krnov, n. 1969)

## Scacchisti(1)
- Jaroslav Šajtar, scacchista ceco (Ostrava, n. 1921 - Praga, † 2003)

## Schermidori(2)
- Jaroslav Jurka, ex schermidore cecoslovacco (Olomouc, n. 1949)
- Jaroslav Tuček, schermidore boemo (Sněžná, n. 1882)

## Scrittori(4)
- Jaroslav Hašek, scrittore, umorista e giornalista ceco (Praga, n. 1883 - Lipnice nad Sázavou, † 1923)
- Jaroslav Hilbert, scrittore e drammaturgo ceco (Louny, n. 1871 - Praga, † 1936)
- Jaroslav Kalfař, scrittore statunitense (Praga, n. 1988)
- Jaroslav Rudiš, scrittore, drammaturgo e sceneggiatore ceco (Turnov, n. 1972)

## Slittinisti(1)
- Jaroslav Slávik, ex slittinista slovacco (Poprad, n. 1976)

## Sollevatori(1)
- Jaroslav Skobla, sollevatore cecoslovacco (Praga, n. 1899 - Teplice nad Bečvou, † 1959)

## Storici(2)
- Jaroslav Goll, storico cecoslovacco (Chlumec nad Cidlinou, n. 1846 - Praga, † 1929)
- Jaroslav Pelikan, storico statunitense (Akron, n. 1923 - Hamden, † 2006)

## Tennisti(2)
- Jaroslav Drobný, tennista e hockeista su ghiaccio cecoslovacco (Praga, n. 1921 - Londra, † 2001)
- Jaroslav Pospíšil, tennista ceco (Prostějov, n. 1981)

## Violinisti(1)
- Jaroslav Kocian, violinista, compositore e insegnante cecoslovacco (Ústí nad Orlicí, n. 1883 - Praga, † 1950)